# Архиепархия Канберры и Гоулбёрна
Архиепархия Канберры и Гоулбёрна (лат. Archidioecesis Camberrensis et Gulburnensi) — католическая архиепархия, которая охватывает австралийскую столичную территорию и часть Нового Южного Уэльса, в Австралии. Она прикреплена к церковной провинции Сиднея, но непосредственно подчиненна Святому Престолу.

## ОрдинарииКанберры и Гоулбёрна
- Патрик Бонавентура Джиахеган, O.F.M. — (1864);
- Уильям Лэнигэн — (1867—1900);
- Джон Галлахер — (1900—1923);
- Джон Бэрри — (1924—1938);
- Теренс Бернард Макгуайр — (1938—1953);
- Эрис О’Брайен — (1953—1966);
- Томас Винсент Кахилл — (1967—1978);
- Эдуард Бид Клэнси — (1978—1983);
- Фрэнсис Патрик Кэрролл — (1983—2006);
- Марк Бенедикт Колридж — (19 июня 2006 — 2 апреля 2012);
- Кристофер Чарльз Проуз — (12 сентября 2013 — по настоящее время).

## Нынешние епископы
- Архиепископ: Кристофер Чарльз Проуз;
- Почётный вспомогательный епископ: Патрик Персиваль Пауэр[англ.];
- Почётные архиепископы: Фрэнсис Патрик Кэрролл, Марк Бенедикт Колридж.